# ドリュー・マクフェドリーズ
ドリュー・マクフェドリーズ（Drew McFedries、1978年7月27日 - ）は、アメリカ合衆国の男性総合格闘家。アイオワ州エイムズ出身。チャンピオンズ・ジム所属。ドリュー・マクフェデリースとも表記される。
非常にアグレッシブなファイトスタイルを持ち、スタンドでの打撃を得意としている。「ザ・マサカー」（大虐殺）というニックネームを持つ。

## 来歴
2001年9月8日、プロデビュー戦でネイサン・クォーリーと対戦し、TKO負け。
2006年11月18日、UFC初参戦となったUFC 65でアレッシオ・サカラと対戦し、TKO勝ち。
2007年6月12日、UFC Fight Night: Stout vs. Fisherでヨルダン・ラデフと対戦し、KO勝ち。ノックアウト・オブ・ザ・ナイトを受賞した。
2008年6月21日、The Ultimate Fighter: Team Rampage vs. Team Forrest Finaleでマービン・イーストマンと対戦し、TKO勝ち。ノックアウト・オブ・ザ・ナイトを受賞した。
2009年5月23日、UFC 98でグザヴィエ・フパ＝ポカムと対戦し、開始37秒でTKO勝ち。
2009年9月19日、UFC 103でトマシュ・ドルヴァルと対戦し、チョークスリーパーで一本負け。

## 戦績
| 総合格闘技 戦績 | 総合格闘技 戦績 | 総合格闘技 戦績 | 総合格闘技 戦績 | 総合格闘技 戦績 | 総合格闘技 戦績 | 総合格闘技 戦績 |
| --------------- | --------------- | --------------- | --------------- | --------------- | --------------- | --------------- |
| 16 試合         | (T)KO           | 一本            | 判定            | その他          | 引き分け        | 無効試合        |
| 10 勝           | 7               | 1               | 1               | 1               | 0               | 0               |
| 6 敗            | 2               | 4               | 0               | 0               | 0               | 0               |

| 勝敗 | 対戦相手                   | 試合結果                           | 大会名                                                     | 開催年月日     |
| ○    | ギャレット・オルソン       | 2R 4:04 TKO（パンチ連打）          | ProElite 1: Arlovski vs. Lopez                             | 2011年8月27日  |
| ○    | ゲイリー・タプソア         | 3R 4:42 TKO（パンチ連打）          | Titan FC 16                                                | 2011年1月28日  |
| ×    | トマシュ・ドルヴァル       | 2R 1:03 チョークスリーパー         | UFC 103: Franklin vs. Belfort                              | 2009年9月19日  |
| ○    | グザヴィエ・フパ＝ポカム   | 1R 0:37 TKO（スタンドパンチ連打）  | UFC 98: Evans vs. Machida                                  | 2009年5月23日  |
| ×    | ターレス・レイチ           | 1R 1:18 チョークスリーパー         | UFC 90: Silva vs. Cote                                     | 2008年10月25日 |
| ×    | マイク・マッセンジオ       | 1R 1:28 チキンウィングアームロック | UFC Fight Night: Diaz vs. Neer                             | 2008年9月17日  |
| ○    | マービン・イーストマン     | 1R 1:08 TKO（スタンドパンチ連打）  | The Ultimate Fighter: Team Rampage vs. Team Forrest Finale | 2008年6月21日  |
| ×    | パトリック・コーテ         | 1R 1:44 TKO（スタンドパンチ連打）  | UFC Fight Night: Swick vs. Burkman                         | 2008年1月23日  |
| ○    | ヨルダン・ラデフ           | 1R 0:33 KO（右アッパー）           | UFC Fight Night: Stout vs. Fisher                          | 2007年6月12日  |
| ×    | マルティン・カンプマン     | 1R 4:06 肩固め                     | UFC 68: Uprising                                           | 2007年3月3日   |
| ○    | アレッシオ・サカラ         | 1R 4:07 TKO（パウンド）            | UFC 65: Bad Intentions                                     | 2006年11月18日 |
| ○    | ブライアン・モナハン       | 1R TKO（パンチ連打）               | Extreme Challenge 71                                       | 2006年10月7日  |
| ○    | スティーブ・エヴァン・ダウ | 2R 1:26 ギブアップ（パンチ連打）   | Extreme Challenge 51                                       | 2003年8月2日   |
| ○    | ラファル・ピスチャック     | 2R 2:37 TKO（パンチ連打）          | Shooto Americas: Midwest Fighting                          | 2003年5月21日  |
| ○    | クロード・パトリック       | 5分3R終了 判定3-0                  | UCC 10: Battle for the Belts 2002                          | 2002年6月15日  |
| ×    | ネイサン・クォーリー       | 2R 3:03 TKO（疲労）                | Extreme Challenge 43                                       | 2001年9月8日   |

## 表彰
- UFC ノックアウト・オブ・ザ・ナイト（2回）